# Giovanni Morandi
Giovanni Morandi (Pergola, 12 maggio 1777 – Senigallia, 23 febbraio 1856) è stato un organista e compositore italiano.

## Biografia
Suo padre Pietro (1745 - 1815), allievo di padre Martini, era organista e maestro di cappella prima del Duomo di Pergola (dal 1763 al 1778) e quindi del Duomo di Senigallia (posto poi occupato dal figlio).
Nel 1804 sposò Rosa Morolli, celebre cantante lirica e sua ex allieva, e la seguì nella fortunata carriera che toccò le principali città del centro nord Italia e Parigi. I viaggi e i contatti con impresari, editori e compositori permisero a Giovanni di conoscere i più diversi stili compositivi. Dopo la morte della moglie Rosa (1824) si stabilì definitivamente a Senigallia, dove istituì una delle principali scuole di canto della regione e scrisse musica sacra per diversi monasteri.
Giovanni Morandi fu un autore molto prolifico. Compose musica per organo, anzi "per gli organi moderni" come precisato nelle sue "Raccolte di Sonate", e centinaia di pezzi per voci e organo. La maggior parte delle sue opere furono pubblicate da Ricordi.
Secondo alcuni critici le opere del Morandi sarebbero una imitazione, talvolta fin troppo scoperta, dei grandi operisti italiani (Rossini, Bellini, Donizetti e, fra gli stranieri, Mozart). Secondo altri storici, fu invece lo stesso Morandi a dare una spinta decisiva alla carriera di Rossini.
L'episodio chiave è raccontato nel libro “Il teatro della Luna poi Angel dal Foco” dello storico pergolese Sandro Sebastianelli, che riprende quanto scritto nel volume "Gioacchino Rossini" da Giuseppe Radiciotti.
(…) Nell'agosto del 1810 Rossini superò brillantemente gli esami al Liceo di Bologna, ansioso di iniziare una brillante carriera artistica. Nello stesso anno i coniugi Morandi sostavano a Bologna per proseguire poi sino Venezia dove erano stati scritturati per gli spettacoli al famoso teatro S. Moisè. La madre di Rossini, sollecitata dal figlio, si recò dai Morandi che conosceva per fama e di persona essendo anche lei una cantante, per chiedere consigli e pareri affinché il figlio iniziasse subito la sua carriera.
I Morandi assicurarono il loro più vivo interessamento; proseguirono per Venezia e proposero all'impresario del S. Moisè - che era il senigalliese Cavalli - la presentazione di un giovane compositore ancora ignoto, ma di rari talenti artistici e di sicuro affidamento. L'impresario accolse la proposta per la fiducia che aveva nei Morandi, i quali avvertirono Rossini di raggiungerli subito a Venezia, per la presentazione all'impresario già disposto ad affidargli un incarico.
Durante il suo soggiorno a Venezia, Rossini fu ospite dei generosi Morandi e Giovanni ha tramandato ai posteri il seguente episodio. Una sera Rossini tornò a casa mesto e sconsolato, si chiuse nella sua camera e si sfogò in pianto. Morandi sentì, entrò e gli chiese il motivo di tanto sconforto. “Alla prova con i protagonisti - rispose il musicista - essi protestarono di non cantare se non si fosse alleggerita la partitura che ritenevano tanto fragorosa da superare la loro voce in alcune scene”. Il Morandi, esperto delle consuetudini teatrali e delle esigenze dei cantanti, lo consolò proponendo di rivedere insieme la partitura e apportare le richieste modifiche senza alterare l'originalità della composizione. Era il libretto “La cambiale di matrimonio” musicato in pochi giorni. Rossini acconsentì e la sera del 3 novembre 1810 l'opera ottenne un buon successo, anche per l'eccellente interpretazione di Rosa Morandi (…).
Le più recenti ricerche hanno dimostrato come il collegamento con l'opera debba essere  ridimensionato: nelle sue prime raccolte, come ad esempio la Prima Raccolta (1808) e la Gran Raccolta di Sonate edita da Cipriani (1823-24) si propose di creare un repertorio sacro per organo che, secondo quanto andava dichiarando l'editore, era all'epoca piuttosto limitato.
Assieme a Vincenzo Petrali e Felice Moretti (da Bergamo), Giovanni Morandi rappresenta il culmine della musica per organo all'italiana del XIX secolo.
Infatti, se l'organo francese e tedesco a partire dalla fine del Settecento tende sempre più a ingrandirsi in numero di tastiere e imitare l'orchestra sinfonica per ottenere la spiccata dinamica beethoveniana, l'organo italiano prende una strada diversa, complice anche la situazione politica di fervente Risorgimento. In sostanza quindi, gli organari italiani (Serassi in particolar modo) costruiscono strumenti sempre più ricchi di registri e accessori meccanici ad imitazione della banda.
L'artista è stato recentemente riscoperto.  Nel 1992 Marco Mencoboni ha registrato il primo CD interamente dedicato a Morandi (Sonate, sinfonie e pastorali per Organo). L'edizione 2005 del Rossini Opera Festival di Pesaro, ha dedicato la prima parte del concerto “Rossinimania con Echi in Chiesa” al compositore pergolese.
Lo stesso anno è uscita l'edizione critica delle Opere per organo a quattro mani di Giovanni Morandi, curata da Gabriele Moroni (Ut Orpheus), con ampio saggio introduttivo.
L'anno successivo è stato inciso il cd (etichetta Tactus Bologna) Sonate per organo a quattro mani, di Federica Iannella e Giuliana Maccaroni, mentre nel gennaio 2007 l'organista Roberto Antonello ha pubblicato il cd Giovanni Morandi – Divertimenti pastorali e brani scelti per organo.
Nel 2022 l'organista Luca Sartore ha iniziato l'incisione dell'opera omnia per organo su organi storici veneti per l'etichetta "Da Vinci Classics".

## Opere
- Sonate per organo (I raccolta) 1808
- Sonate per gli organi moderni (II raccolta)
- Sonate per gli organi moderni (III raccolta)
- Sonate per gli organi moderni (IV raccolta)
- Sonate per gli organi moderni (V raccolta)
- Sonate per gli organi moderni (VI raccolta)
- Sonate per gli organi moderni (VII raccolta)
- Sonate per gli organi moderni (VIII raccolta)
- Sonate per gli organi moderni (IX raccolta)
- Sonate per gli organi moderni (X raccolta)
- Sonate per gli organi moderni (XI raccolta)
- Sonate per gli organi moderni (XII raccolta)
- Gran Sinfonia con variazioni
- Pastorale coll'imitazione del suono de' zampognari
- Il santo Natale
- 6 Sonate
- Pastorale
- Nuova Pastorale
- Sinfonia in pastorale pel SS. Natale
- Raccolta di Sinfonie
- Suonate per l'accompagnamento d'una Messa solenne
- Marcia militare da eseguirsi nelle processioni
- Rondò con imitazione de' campanelli in Fa
- Sinfonia per organo
- Pastorale
- Gran Raccolta di Sonate per organo di una difficoltà progressiva
- 2 marce
- Due Marce in onore di Pio IX
- 1ª Raccolta di Sonate libro I
- 1ª Raccolta di Sonate libro II
- Raccolta di quattro Sonate
- Raccolta 2ª di dodici Sonate di facile esecuzione. (2 Fascicoli)
- Due marce
- Raccolta di Divertimenti e Marcie per Banda militare, eseguiti nelle feste popolari in varie città dello Stato Pontificio, ridotte dall'autore per Organo (o Pianoforte) di facilissima esecuzione